# Zygmunt Gloger
Zygmunt Gloger (3 de novembre de 1845, Kàmianets-Podilski, Confederació de Polònia i Lituània - 16 d'agost de 1910, Varsòvia, Polònia) fou un historiador, arqueòleg, geògraf i etnògraf polonès, portador de l'escut d'armes de Wilczekosy II de Prússia. Fou el fundador de la Societat Turística de Polònia (PTTK).
Gloger estigué sota la influència professional d'historiadors i geògrafs com Julian Bartoszewicz, Józef Ignacy Krasicki i Wincenty Pol. Durant els últims anys de la Confederació de Polònia i Lituània, viatjà al llarg del país, on coincidí amb diversos acadèmics europeus. Com a fundador de la PTTK, en la seva última voluntat donà el seu treball a l'organització etnogràfica, a la biblioteca pública de Varsòvia i al Museu d'Indústria i Agricultura.
Entre les seves obres més destacades hi ha l’Encyklopedia staropolska ilustrowana (1900-1903) considerada avui dia el llibre més important de la cultura polonesolituana. El 1869 escrigué Obchody weselne i el 1892 Pieśni ludu, Księga rzeczy polskich.